# Campeonato mundial Sub 20 de hockey patines masculino de 2013
El VI Campeonato mundial Sub 20 de hockey sobre patines masculino se celebró en Colombia en 2013, con la participación de diecisiete Selecciones nacionales masculinas de hockey patines de categoría Junior, es decir, compuestas exclusivamente por jugadores menores de veinte años, todas ellas participantes por libre inscripción. Todos los partidos se disputaron en el Coliseo de Combate y Gimnasia de la ciudad de Cartagena de Indias.

## Participantes
| Posición 2011 | Equipo         |
| ------------- | -------------- |
| 1             | España         |
| 2             | Portugal       |
| 3             | Italia         |
| 4             | Argentina      |
| 6             | Francia        |
| 7             | Chile          |
| 9             | Angola         |
| 10            | Colombia       |
| 11            | Inglaterra     |
| 12            | Sudáfrica      |
| 14            | Estados Unidos |
| 15            | India          |
| -             | Brasil         |
| -             | Costa Rica     |
| -             | Israel         |
| -             | Macao          |
| -             | Uruguay        |

Respecto al Mundial Sub 20 de 2011, no participaron Alemania (5.º puesto en 2011), Suiza (8.º) y Austria (13.º). Reaparecieron las selecciones de Brasil y Uruguay, e hicieron su debut las de Costa Rica, Israel y Macao. Inicialmente también se inscribió la selección de Egipto pero finalmente renunció a participar.

## Fase de grupos
El CIRH, máxima autoridad del evento, definió los grupos, los cuales se armaron de acuerdo a los resultados del mundial anterior, mientras que los equipos debutantes o los que no estuvieron en la edición anterior, se ubicaron por orden alfabético.

### Grupo A
| Selecciones | Pts | J | V | E | D | GM | GS | DG  |
| ----------- | --- | - | - | - | - | -- | -- | --- |
| España      | 12  | 4 | 4 | 0 | 0 | 36 | 3  | +33 |
| Colombia    | 9   | 4 | 3 | 0 | 1 | 31 | 5  | +26 |
| Inglaterra  | 6   | 4 | 2 | 0 | 2 | 25 | 18 | +7  |
| Uruguay     | 3   | 4 | 1 | 0 | 3 | 12 | 28 | -16 |
| Macao       | 0   | 4 | 0 | 0 | 4 | 1  | 51 | -50 |

|            | Bandera de Colombia | Bandera de Macao | Bandera de España | Bandera de Inglaterra | Bandera de Uruguay |
| ---------- | ------------------- | ---------------- | ----------------- | --------------------- | ------------------ |
| Colombia   |                     | 13-0             | 2-3               | 6-2                   | 10-0               |
| Macao      |                     |                  | 0-14              | 0-14                  | 1-10               |
| España     |                     |                  |                   | 10-1                  | 9-0                |
| Inglaterra |                     |                  |                   |                       | 8-2                |
| Uruguay    |                     |                  |                   |                       |                    |

### Grupo B
| Selecciones | Pts | J | V | E | D | GM | GS | DG  |
| ----------- | --- | - | - | - | - | -- | -- | --- |
| Portugal    | 9   | 3 | 3 | 0 | 0 | 33 | 3  | +30 |
| Angola      | 6   | 3 | 2 | 0 | 1 | 13 | 10 | +3  |
| Sudáfrica   | 3   | 3 | 1 | 0 | 2 | 5  | 25 | -20 |
| Israel      | 0   | 3 | 0 | 0 | 3 | 4  | 17 | -13 |

|           | Bandera de Portugal | Bandera de Sudáfrica | Bandera de Israel | Bandera de Angola |
| --------- | ------------------- | -------------------- | ----------------- | ----------------- |
| Portugal  |                     | 16-1                 | 10-0              | 7-2               |
| Sudáfrica |                     |                      | 3-2               | 1-7               |
| Israel    |                     |                      |                   | 2-4               |
| Angola    |                     |                      |                   |                   |

### Grupo C
| Selecciones    | Pts | J | V | E | D | GM | GS | DG  |
| -------------- | --- | - | - | - | - | -- | -- | --- |
| Italia         | 9   | 3 | 3 | 0 | 0 | 66 | 6  | +60 |
| Chile          | 6   | 3 | 2 | 0 | 1 | 32 | 7  | +22 |
| Estados Unidos | 3   | 3 | 1 | 0 | 2 | 9  | 37 | -28 |
| Costa Rica     | 0   | 3 | 0 | 0 | 3 | 1  | 55 | -54 |

|                | Bandera de Italia | Bandera de Costa Rica | Bandera de Chile | Bandera de Estados Unidos |
| -------------- | ----------------- | --------------------- | ---------------- | ------------------------- |
| Italia         |                   | 40-0                  | 7-6              | 19-0                      |
| Costa Rica     |                   |                       | 0-9              | 1-9                       |
| Chile          |                   |                       |                  | 17-0                      |
| Estados Unidos |                   |                       |                  |                           |

### Grupo D
| Selecciones | Pts | J | V | E | D | GM | GS | DG  |
| ----------- | --- | - | - | - | - | -- | -- | --- |
| Argentina   | 9   | 3 | 3 | 0 | 0 | 43 | 3  | +40 |
| Francia     | 6   | 3 | 2 | 0 | 1 | 31 | 8  | +23 |
| Brasil      | 3   | 3 | 1 | 0 | 2 | 14 | 7  | +7  |
| India       | 0   | 3 | 0 | 0 | 3 | 2  | 72 | -70 |

|           | Bandera de Argentina | Bandera de la India | Bandera de Francia | Bandera de Brasil |
| --------- | -------------------- | ------------------- | ------------------ | ----------------- |
| Argentina |                      | 35-1                | 5-1                | 3-1               |
| India     |                      |                     | 1-26               | 0-11              |
| Francia   |                      |                     |                    | 4-2               |
| Brasil    |                      |                     |                    |                   |

## Fase Final

### Eliminatorias por el título
|  | Cuartos de final | Cuartos de final |           |          | Semifinales | Semifinales |           |              | Final        | Final  |  |
|  | 10-Oct           | 10-Oct           |           |          | 11-Oct      | 11-Oct      |           |              | 12-Oct       | 12-Oct |  |
|  |                  |                  |           |          |             |             |           |              |              |        |  |
|  |                  |                  |           |          |             |             |           |              |              |        |  |
|  | España           | 11               |           |          |             |             |           |              |              |        |  |
|  | España           | 11               |           |          |             |             |           |              |              |        |  |
|  | Angola           | 0                |           |          |             |             |           |              |              |        |  |
|  | Angola           | 0                |           | España   | 2           |             |           |              |              |        |  |
|  |                  |                  |           | España   | 2           |             |           |              |              |        |  |
|  |                  |                  | Argentina | 1        |             |             |           |              |              |        |  |
|  | Argentina        | 2                | Argentina | 1        |             |             |           |              |              |        |  |
|  | Argentina        | 2                |           |          |             |             |           |              |              |        |  |
|  | Chile            | 0                |           |          |             |             |           |              |              |        |  |
|  | Chile            | 0                |           |          |             |             |           | España       | 1            |        |  |
|  |                  |                  |           |          |             |             |           | España       | 1            |        |  |
|  |                  |                  | Portugal  | 4        |             |             |           |              |              |        |  |
|  | Colombia         | 3                | Portugal  | 4        |             |             |           |              |              |        |  |
|  | Colombia         | 3                |           |          |             |             |           |              |              |        |  |
|  | Portugal         | 5                |           |          |             |             |           |              |              |        |  |
|  | Portugal         | 5                |           | Portugal | 6           |             |           | Tercer lugar | Tercer lugar |        |  |
|  |                  |                  |           | Portugal | 6           |             |           | Tercer lugar | Tercer lugar |        |  |
|  |                  |                  | Francia   | 0        |             |             |           |              |              |        |  |
|  | Italia           | 5(2)             | Francia   | 0        |             |             | Argentina | 5            |              |        |  |
|  | Italia           | 5(2)             |           |          |             |             | Argentina | 5            |              |        |  |
|  | Francia          | 5(3)             |           |          |             |             |           |              | Francia      | 3      |  |
|  | Francia          | 5(3)             |           |          |             |             |           |              | Francia      | 3      |  |
|  |                  |                  |           |          |             |             |           |              |              |        |  |

### 5.º-8.º puesto
|  | Eliminatória | Eliminatória |        |       | 5.º lugar | 5.º lugar |  |
|  |              |              |        |       |           |           |  |
|  |              |              |        |       |           |           |  |
|  | Angola       | 2            |        |       |           |           |  |
|  | Angola       | 2            |        |       |           |           |  |
|  | Chile        | 5            |        |       |           |           |  |
|  | Chile        | 5            |        | Chile | 1         |           |  |
|  |              |              |        | Chile | 1         |           |  |
|  |              |              | Italia | 7     |           |           |  |
|  | Colombia     | 2            | Italia | 7     |           |           |  |
|  | Colombia     | 2            |        |       |           |           |  |
|  | Italia       | 6            |        |       | 7.º lugar | 7.º lugar |  |
|  | Italia       | 6            |        |       | 7.º lugar | 7.º lugar |  |
|  |              |              |        |       |           |           |  |
|  |              |              |        |       | Angola    | 3         |  |
|  |              |              |        |       | Angola    | 3         |  |
|  |              |              |        |       | Colombia  | 4         |  |
|  |              |              |        |       | Colombia  | 4         |  |
|  |              |              |        |       |           |           |  |

### 9.º-12.º lugar
|  | Cuartos de final | Cuartos de final |                |            | Semifinales | Semifinales |            |              | Final        | Final  |  |
|  | 10-Oct           | 10-Oct           |                |            | 11-Oct      | 11-Oct      |            |              | 12-Oct       | 12-Oct |  |
|  |                  |                  |                |            |             |             |            |              |              |        |  |
|  |                  |                  |                |            |             |             |            |              |              |        |  |
|  | Inglaterra       | 2                |                |            |             |             |            |              |              |        |  |
|  | Inglaterra       | 2                |                |            |             |             |            |              |              |        |  |
|  | Israel           | 1                |                |            |             |             |            |              |              |        |  |
|  | Israel           | 1                |                | Inglaterra | 3           |             |            |              |              |        |  |
|  |                  |                  |                | Inglaterra | 3           |             |            |              |              |        |  |
|  |                  |                  | Brasil         | 4          |             |             |            |              |              |        |  |
|  | Brasil           | 10               | Brasil         | 4          |             |             |            |              |              |        |  |
|  | Brasil           | 10               |                |            |             |             |            |              |              |        |  |
|  | Costa Rica       | 1                |                |            |             |             |            |              |              |        |  |
|  | Costa Rica       | 1                |                |            |             |             |            | Brasil       | 11           |        |  |
|  |                  |                  |                |            |             |             |            | Brasil       | 11           |        |  |
|  |                  |                  | Estados Unidos | 2          |             |             |            |              |              |        |  |
|  | Sudáfrica        | 5                | Estados Unidos | 2          |             |             |            |              |              |        |  |
|  | Sudáfrica        | 5                |                |            |             |             |            |              |              |        |  |
|  | Uruguay          | 4                |                |            |             |             |            |              |              |        |  |
|  | Uruguay          | 4                |                | Sudáfrica  | 2           |             |            | Tercer lugar | Tercer lugar |        |  |
|  |                  |                  |                | Sudáfrica  | 2           |             |            | Tercer lugar | Tercer lugar |        |  |
|  |                  |                  | Estados Unidos | 4          |             |             |            |              |              |        |  |
|  | Estados Unidos   | 8                | Estados Unidos | 4          |             |             | Inglaterra | 8            |              |        |  |
|  | Estados Unidos   | 8                |                |            |             |             | Inglaterra | 8            |              |        |  |
|  | India            | 1                |                |            |             |             |            |              | Sudáfrica    | 2      |  |
|  | India            | 1                |                |            |             |             |            |              | Sudáfrica    | 2      |  |
|  |                  |                  |                |            |             |             |            |              |              |        |  |

### 13.er-14.º puesto
|  | Eliminatória | Eliminatória | Eliminatória |         |        | 13.er Lugar | 13.er Lugar | 13.er Lugar |  |
|  |              |              |              |         |        |             |             |             |  |
|  |              |              |              |         |        |             |             |             |  |
|  | J            | Israel       | 14           |         |        |             |             |             |  |
|  | J            | Israel       | 14           |         |        |             |             |             |  |
|  | 37           | Costa Rica   | 0            |         |        |             |             |             |  |
|  | 37           | Costa Rica   | 0            |         | J      | Israel      | 8 (9 p)     |             |  |
|  |              |              |              |         | J      | Israel      | 8 (9 p)     |             |  |
|  |              |              | 47           | Uruguay | 8 (8p) |             |             |             |  |
|  | J            | Uruguay      | 47           | Uruguay | 8 (8p) | 6           |             |             |  |
|  | J            | Uruguay      |              |         |        | 6           |             |             |  |
|  | 38           | India        | 1            |         |        |             |             |             |  |
|  | 38           | India        | 1            |         |        |             |             |             |  |
|  |              |              |              |         |        |             |             |             |  |

### 15.º-17.º puesto
| País       | J | V | E | D | GM | GS | DG  | Pts |
| ---------- | - | - | - | - | -- | -- | --- | --- |
| India      | 2 | 2 | 0 | 0 | 21 | 6  | +15 | 6   |
| Macao      | 2 | 1 | 0 | 1 | 14 | 5  | +9  | 3   |
| Costa Rica | 2 | 0 | 0 | 2 | 2  | 26 | -24 | 0   |

|            | Bandera de Costa Rica | Bandera de la India | Bandera de Macao |
| ---------- | --------------------- | ------------------- | ---------------- |
| Costa Rica |                       | 2-16                | 0-10             |
| India      |                       |                     | 5-4              |
| Macao      |                       |                     |                  |

## Clasificación final
| Posición | Selección      |
| -------- | -------------- |
|          | Portugal       |
|          | España         |
|          | Argentina      |
| 4        | Francia        |
| 5        | Italia         |
| 6        | Chile          |
| 7        | Colombia       |
| 8        | Angola         |
| 9        | Brasil         |
| 10       | Estados Unidos |
| 11       | Inglaterra     |
| 12       | Sudáfrica      |
| 13       | Israel         |
| 14       | Uruguay        |
| 15       | India          |
| 16       | Macao          |
| 17       | Costa Rica     |

| Campeones del Mundo 2013 |
| ------------------------ |
| PORTUGAL 2.º título      |

| Predecesor: Campeonato Mundial Sub-20 2011 | Campeonato mundial Sub-20 de hockey patines 2013 | Sucesor: Campeonato Mundial Sub-20 2015 |

- Datos: Q2945689